# Фатьянка (Вологодская область)
Фатьянка — деревня в Тотемском районе Вологодской области.
Входит в состав Толшменского сельского поселения, с точки зрения административно-территориального деления — в Никольский сельсовет.
Расстояние по автодороге до районного центра Тотьмы — 90 км, до центра муниципального образования села Никольское — 5 км. Ближайшие населённые пункты — Воротишна, Камешкурье, Кузнечиха.
По данным переписи в 2002 году постоянного населения не было.